# Two Sisters from Boston
Two Sisters from Boston (bra: O Rouxinol Mentiroso) é um filme de comédia musical de 1946 estadunidense dirigido por Henry Koster e estrelado por Kathryn Grayson, June Allyson, Lauritz Melchior, Jimmy Durante e Peter Lawford. O filme apresenta canções de Sammy Fain e Ralph Freed.

## Elenco
- Kathryn Grayson como Abigail Chandler
- June Allyson como Martha Chandler
- Peter Lawford como Lawrence
- Jimmy Durante como Spike
- Lauritz Melchior como Olstrom
- Nella Walker como Sra. Patterson
- Byron Foulger como técnico de gravação (sem créditos)
- Lionel Braham como cantor de ópera (sem créditos)
- Adriana Caselotti como cantora de ópera (sem créditos)

## Músicas
Música de Sammy Fain, letra de Ralph Freed.
- "There's Two Sides to Ev'ry Girl"
- "Nellie Martin"
- "The Firechief's Daughter"
- "G'Wan Home Your Mudder's Callin'"
- "Down By the Ocean"
- "After the Show"

## Na cultura popular
A banda pós-punk inglesa The Chameleons usou um sample do filme como introdução à música "Don't Fall", a primeira faixa de seu álbum de estreia de 1983, Script of the Bridge. A cena apresenta o personagem de Lawford, Lawrence Tyburt Patterson, Jr., perguntando a sua mãe, interpretada por Nella Walker, sobre a idade de seu pai. Depois que ela diz a ele que seu pai é mais jovem do que parece e ainda 'esperto', Patterson Jr. diz: "Em seu outono antes do inverno vem o último surto louco de juventude do homem." Sua mãe responde rapidamente: "Do que diabos você está falando?". Essas duas falas consistem na amostra usada pelos The Chameleons.